# Palicourea gemmiflora
Palicourea gemmiflora är en måreväxtart som beskrevs av Charlotte M. Taylor. Palicourea gemmiflora ingår i släktet Palicourea och familjen måreväxter. Inga underarter finns listade i Catalogue of Life.